# Rosario de Perijá (khu tự quản)
Rosario de Perijá là một khu tự quản thuộc bang Zulia, Venezuela. Thủ phủ của khu tự quản Rosario de Perijá đóng tại La Villa del Rosario. Khự tự quản Rosario de Perijá có diện tích 3914 km2, dân số theo điều tra dân số ngày 21 tháng 10 năm 2001 là 67712 người.